# The Fabulous Moolah
Mary Lillian Ellison (Kershaw County (South Carolina), 22 juli 1923 - Columbia (South Carolina), 2 november 2007), beter bekend als The Fabulous Moolah, was een Amerikaans professioneel worstelaarster. Ze was actief in het World Wrestling Federation (WWF) en won 4 keer de WWF Women's Championship.
Ellison werd opgenomen in de WWF Hall of Fame in 1995.

## In worstelen
- Finishers en signature moves
  - Schoolgirl
  - Spinning backbreaker
  - Standing splash
  - Hair pull snapmare
  - Multiple punches
  - Scoop slam

- Worstelaars managed
  - Mae Young
  - Terri Runnels (WrestleMania 2000)
  - Leilani Kai
  - Mad Maxine
  - The Spider Lady
  - Brittany Brown
  - Judy Martin
  - Donna Christanello
  - The Elephant Man
  - "Nature Boy" Buddy Rogers

## Kampioenschappen en prestaties
- National Wrestling Alliance
  - NWA World Women's Championship (5 keer)

- Pro Wrestling Illustrated
  - PWI Stanley Weston Award (1991)

- World Wrestling Federation
  - WWF Hall of Fame (Class of 1995)
  - WWF Women's Championship (4 keer)

- Andere titels
  - JWPA Women's Championship